# Jerzy Gorgoń
Jerzy Paweł Gorgoń (født 18. juli 1949 i Zabrze) er en polsk tidligere fodboldspiller, der som midterforsvarer var med til at vinde flere medaljer i 1970'erne med Polens landshold
Gorgoń spillede på klubplan primært i hjemlandet hos Górnik Zabrze, men havde også et kortvarigt ophold i Schweiz hos FC St. Gallen.'
Gorgoń opnåede 58 kampe for det polske landshold i perioden 1970-1978 og var blandt andet med til VM i 1974 i Vesttyskland, hvor polakkerne vandt bronze.
Han deltog desuden for Polen ved to olympiske lege. Ved OL 1972 i München vandt holdet først sin indledende pulje med tre sejre, hvorpå det i mellemrunden blev til sejr over Sovjetunionen og Marokko samt uafgjort 1-1 mod Danmark. Som vinder af puljen kom Polen derpå til at spille finale mod vinderen af den anden mellemrundegruppe, Ungarn, og her var Polen bagud 0-1 ved pausen.  På to mål af Kazimierz Deyna i anden halvleg vendte holdet kampen og sikrede sig guldmedaljerne, mens Ungarn fik sølv og DDR og Sovjetunionen delte bronzen efter en kamp, der endte 1-1.
Ved OL i 1976 i Montreal var fodboldturneringen ramt af flere afbud. Således bestod Polens indledende pulje kun af tre hold, og Polen vandt puljen med en sejr og en uafgjort. Ved dette OL gik de to bedste hold fra hver pulje videre til kvartfinaler, og her vandt Polen med 5-0 over Nordkorea. Med sejr på 2-0 i semifinalen over Brasilien var holdet klar til finalen mod DDR, som vandt 3-1, så denne gang blev det til OL-sølv til Polen og Deyna, mens Sovjetunionen vandt bronze med sejr over Brasilien.